# テンゲ
テンゲ（カザフ語：теңге、ラテン文字表記：tenge）は、1993年11月からルーブルに替えて使用されているカザフスタンの通貨単位。国際通貨コード(ISO 4217)は、KZT。補助通貨はティイン（тиын、tiyin）で、1テンゲ=100ティイン。通貨記号は。
カザフ語などの突厥諸語における「テンゲ」の語は、目盛りという意味である (参照: ウズベク語 tenga、タジク語の借用語 tanga)。
この単語は、突厥語で均衡、等しいという意味を持つteŋ-を由来としている。ペソ、ポンド、リラも同じような命名がされている。
この通貨の名前と関係する語彙として、ロシア語でお金を表す「деньги/den'gi」があるが、これもまた突厥語に由来する。
1テンゲ＝0.294046円である。(2019年3月12日現在)

## 歴史
ソビエト連邦崩壊後、カザフスタンはCIS内で自国の通貨を導入するのが最も遅かった国の一つとなり、1991年にデザイナーの「特別委員会」が設置された。1993年12月の大統領令「カザフスタン共和国の通貨導入について」が布告された。1993年11月15日からテンゲが流通開始され、11月15日が「カザフスタン共和国通貨の日」とされた。当時テンゲ紙幣はイギリスで印刷されていたが、1995年には国内に印刷局が開業した。テンゲ硬貨は当初、ドイツで鋳造された。

テンゲ通貨記号

2007年3月にカザフスタン国立銀行が、テンゲ通貨記号「」を承認・発表した。この通貨記号は2008年3月にUnicodeに提起され、U+20B8として登録された。

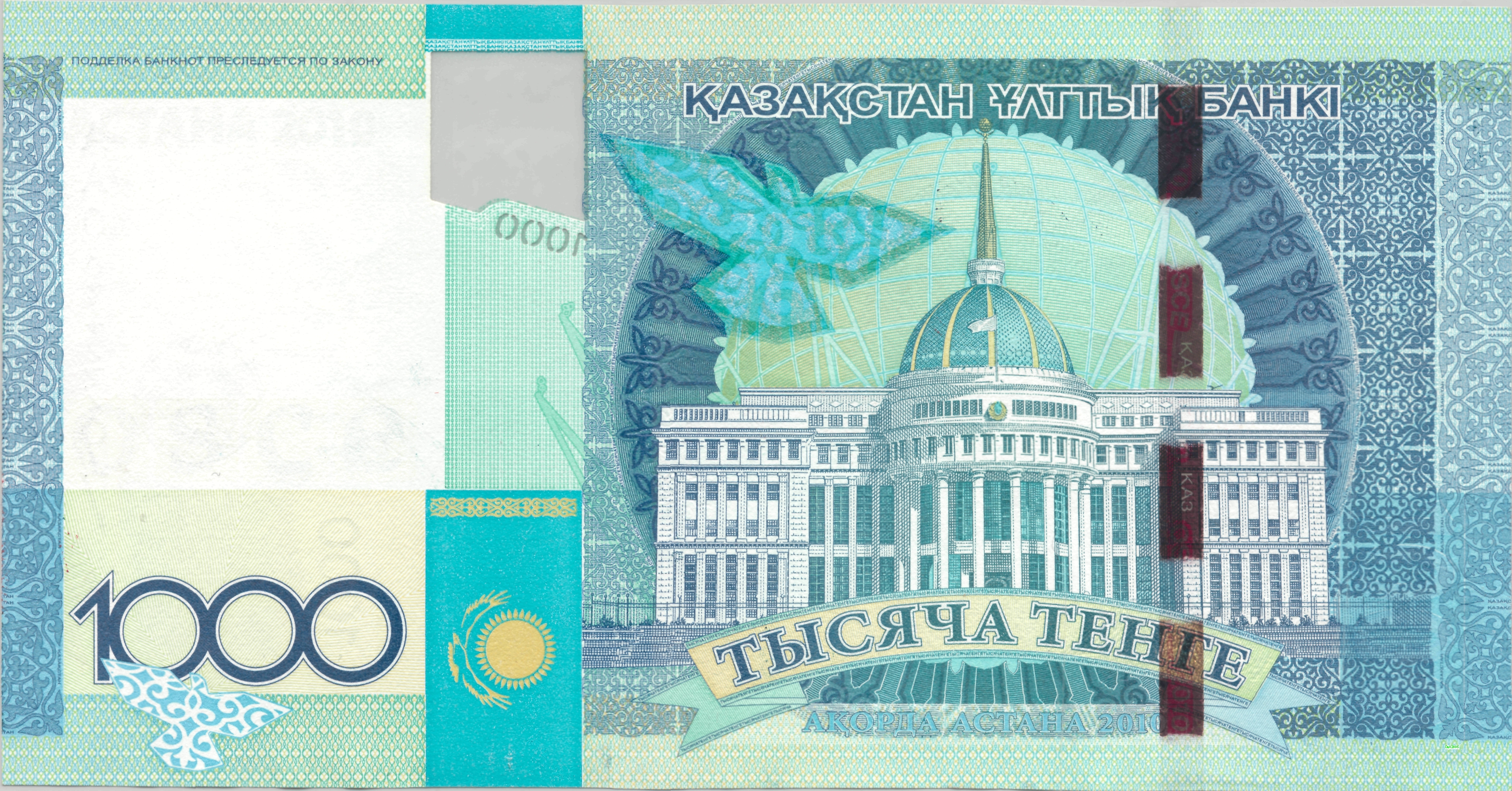
2010年欧州安全保障協力機構会議のカザフスタンでの開催を記念した1000テンゲ記念紙幣

## 硬貨と紙幣

### 硬貨
現在流通している最新シリーズ(第3シリーズ)の硬貨は、2019年に発行されたもので、1, 2, 5, 10, 20, 50, 100, 200テンゲがある。材質は、1, 2, 5, 10テンゲが金色の金属によるメッキを施した鋼鉄、 20, 50テンゲがニッケルメッキ鋼鉄、100テンゲが外周金色・内側銀色のバイメタル貨、200テンゲが外周白銅・内側アルミニウム青銅のバイメタル貨となっている。
旧硬貨については、1997年から2018年にかけて発行された第2シリーズの硬貨(1, 2, 5, 10, 20, 50, 100テンゲ)は現在も有効であるが、更に前の1994年発行開始の第1シリーズの硬貨(2, 5, 10, 20, 50ティイン、1, 3, 5, 10, 20テンゲ)については既に失効している。
ティイン単位の現金は硬貨・紙幣共に現在既に失効しており、1テンゲが現金の最小単位となっているため、ティインは現金の単位としては使われていない。また1, 2テンゲ硬貨も通貨としての価値が低すぎるため流通は稀である。

### 紙幣
現在流通している最新シリーズ(第3シリーズ)の紙幣は、2011年から2017年にかけて発行されたもので、500, 1000, 2000, 5000, 10000, 20000テンゲがある。表面の絵柄のモチーフは、アスタナの「カザフ・エリ」記念碑とハトは全券種共通で、券種によって異なるモチーフとして各地の建築物などが描かれている。裏面の絵柄のモチーフは、カザフスタンの概略地図は全券種共通で、券種によって異なるモチーフとして各地の建築物や風景などが描かれている。
旧紙幣については、2006年発行開始の第2シリーズの紙幣(200, 500, 1000, 2000, 5000, 10000テンゲ)は現在も有効であるが、更に前の1993年発行開始の第1シリーズの紙幣(1, 2, 5, 10, 20, 50ティイン、1, 3, 5, 10, 20, 50, 100, 200, 500, 1000, 2000, 5000, 10000テンゲ)については既に失効している。

## 符号位置
| 記号 | Unicode | JIS X 0213 | 文字参照         | 名称       |
| ---- | ------- | ---------- | ---------------- | ---------- |
| ₸    | U+20B8  | ‐          | &#x20B8; &#8376; | テンゲ記号 |